# Thao Chai
Thao Chai (Thai: ท้าวซายคำ) war zwischen 1538 und 1543 König von Lan Na im heutigen Nord-Thailand.
Thao Chai folgte Phaya Ket Chettharat (reg. 1525 bis 1538 und 1543 bis 1545) auf den Thron, nachdem die Mehrheit der Adligen mit dem früheren König, seinem Bruder, unzufrieden war. Aber auch Thao Chai konnte sich nicht durchsetzen und fiel wegen fehlender königlicher Tugenden (Dharma) in Ungnade. Er wurde schließlich ermordet, und man holte Ket Chettharat aus Mueang Noi, wo er als Gouverneur wirkte, wieder auf den Thron.